# Dret a la propietat

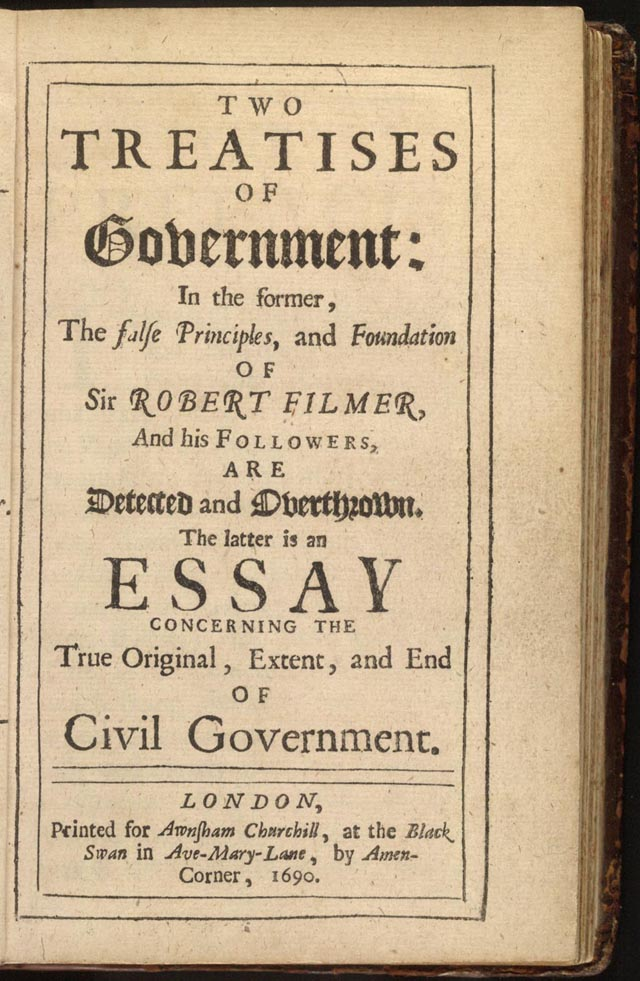
«Segon assaig sobre el govern civil», de John Locke. Edició de 1690.
En el capítol V defineix la propietat com un dret anterior al consens dels homes, és a dir, com un «dret natural».

La propietat és el dret de gaudir i disposar d'una cosa, sense més limitacions que les establertes en les lleis. El propietari d'una cosa té acció contra qui la tingui o la posseeixi, per reivindicar-la.
El dret de propietat és el més important dels drets que radiquen en les coses. La resta de drets sobre les coses deriven d'aquest dret, ja que, en l'esfera jurídica, es presenten com a restriccions o limitacions a l'exercici de les facultats de la propietat.
El concepte modern del dret de propietat deriva de les tesis del filòsof empirista anglès John Locke, el qual postulà que la propietat és un dret anterior al consentiment dels homes. Aquesta tesi fou incorporada a la Declaració d'Independència dels Estats Units d'Amèrica, a la Declaració dels Drets de l'Home i del Ciutadà i a la Declaració Universal de Drets Humans de les Nacions Unides, en el seu article 17.
Anteriorment a les tesis de Locke, la filosofia escolàstica postulava que per «dret natural», la propietat privada no té raó de ser. Pel mateix «dret natural» tot el que hi ha al món és de l'ús de tots els homes. Així tenim que Tomàs d'Aquino considera que la propietat fou establerta per convenció entre els homes, incorporada als costums i al dret positiu, per consegüent s'ha d'entendre bona mentre no es converteixi en abús.
Les tesis de John Locke estan lluny de l'abús que admetien els tractadistes del Renaixement com el famós «Ius utendi et abutendi» (dret d'usar i consumir alguna cosa), els quals interpretaren erròniament el terme «abuti» com abusar quan la interpretació correcta és consumir.
La controvèrsia sobre si el dret de propietat deriva del dret natural o no, encara està força viva, com ho mostra l'abstenció dels països socialistes en la votació de la declaració dels Drets de l'Home de les Nacions Unides del 10 de desembre de 1948, així com diverses publicacions filosòfiques o polítiques de pensament marxista.

## Propietat de sòl
Pel que fa al sòl, el dret de propietat implica que el propietari d'un terreny és amo de la seva superfície i del que està sota d'aquesta i pot fer-hi les obres, plantacions i excavacions que li convinguin, salves les servituds, i amb subjecció al que disposen les lleis sobre mines i aigües i les lleis o els reglaments de policia. S'exceptuen els tresors amagats, descoberts casualment, la meitat dels quals pertany a qui l'ha descobert.
A Catalunya, la referència a les lleis de mines o aigües i als reglaments de policia, es substitueix pel redactat de l'article 541-1.2 del «Llibre cinquè del Codi Civil de Catalunya» que estableix: «Les facultats que atorga el dret de propietat s'exerceixen, d'acord amb la seva funció social, dins dels límits i amb les restriccions que estableixen les lleis.»